# Synliga spektrum

Det elektromagnetiska spektrumet

Det synliga spektrum är den delen av det elektromagnetiska spektrumet som människans öga kan uppfatta. Det finns ingen tydlig gräns på vad som är synligt ljus. Normalt är detta våglängder på ca 400 nm till ca 700 nm, medan hos någon så kan det vara våglängder på 380 till 780 nm.

## Enkel färglära
Människans öga har maximal respons i den gröna delarna av spektrum, runt 555 nm. Spektrum innehåller inte alla färger som ögat kan förnimma, det inkluderar bland annat inte brunt och rosa. Dessa färgerna har båda grundfärgen röd, men uppfattas som andra färger på grund av annan ljusstyrka.